# 褐紫耳蜂鸟
褐紫耳蜂鸟（学名：Colibri delphinae），是雨燕目蜂鸟科的一种鸟类。
褐紫耳蜂鸟体重约6.4克，翼长约67.9毫米，嘴峰长约19毫米，喙宽度约1.8毫米，喙厚度约2.2毫米，跗蹠长约5.3毫米，尾长约41.1毫米。褐紫耳蜂鸟在其分布区内为留鸟，其栖息在密集的高大树木组成的森林中，食性为草食性，主要食物来源是植物的花蜜。
褐紫耳蜂鸟分布于伯利兹和危地马拉至圭亚那、巴西和玻利维亚。该物种是单型物种，没有亚种分化。